# Karl Zsigmondy
Karl Ernst Zsigmondy (27 de marzo de 1867, Viena; †14 de octubre de 1925 íd.) fue un matemático destacado y profesor universitario austriaco. Fue rector de la Universidad Tecnológica de Viena.

## Biografía
Karl Zsigmondy estudió primero en el Gymnasium de Hernals, y a partir de 1886 estudió matemáticas en la Universidad de Viena, donde se doctoró en 1890 con la disertación Über die Eigenschaften der Binominalreihe und einige Auswirkungen derselben (Sobre las propiedades de la serie binomial y algunas de sus implicaciones). Entre sus maestros se encuentran Gustav von Escherich, Emil Weyr y Josef Stefan. Tras su doctorado, en 1891 se fue a la Universidad de Berlín para dedicarse al estudio de la teoría de los números con Leopold Kronecker. Tras la muerte de Kronecker, se unió a Felix Klein en la Universidad de Göttingen, y más tarde en la Sorbona de París. En 1893 regresó a Viena, y al año siguiente se habilitó en matemáticas en la Universidad de Viena.
De 1895 a 1901 fue ayudante de Emanuel Czuber en el departamento de matemáticas de la Universidad Politécnica de Viena, y a partir de 1902 fue profesor asociado de la misma. En 1905 fue nombrado profesor titular de matemáticas en la Universidad Técnica Alemana de Praga. Tras la jubilación de Moritz Allé, regresó a Viena en 1906, donde fue director de la cátedra de matemáticas I (hasta 1921) y II (desde 1921) hasta su muerte en 1925. Entre sus ayudantes estaba Hermann Rothe. En los años académicos 1916/17 y 1917/18, así como en 1920/21, fue decano del Departamento General, y en el año académico 1918/19 fue elegido rector de la Universidad Tecnológica de Viena. 
En 1921 fue nombrado concejal. El teorema de Zsigmondy recibe su nombre.
Su hermano Richard Zsigmondy recibió el Premio Nobel de Química en 1925, mientras que sus hermanos Emil y Otto eran alpinistas y médicos. Su padre común fue el dentista Adolph Zsigmondy.
Karl Zsigmondy murió en 1925 a la edad de 58 años y fue enterrado en el cementerio evangélico de Simmering.

## Publicaciones (selección)
- Zsigmondy, K. (1 de diciembre de 1892). «Zur Theorie der Potenzreste». Monatshefte für Mathematik und Physik (en alemán) 3 (1): 265-284. ISSN 1436-5081. doi:10.1007/BF01692444.
- Zsigmondy, K. (1893-12-XX). «Notiz über einige Kriterien für gewisse in bestimmten linearen Formen enthaltene Primzahlen». Monatshefte für Mathematik und Physik (en alemán) 4 (1): 79-80. ISSN 0026-9255. doi:10.1007/BF01700288.
- Zsigmondy, K. (1894-12-XX). «Über einige allgemein giltige, additiv gebildete Kriterien für Primzahlen». Monatshefte für Mathematik und Physik (en alemán) 5 (1): 123-128. ISSN 0026-9255. doi:10.1007/BF01691595.
- Zsigmondy, K. (1896-12-XX). «Beiträge zur Theorie Abel'scher Gruppen und ihrer Anwendung auf die Zahlentheorie». Monatshefte für Mathematik und Physik (en alemán) 7 (1): 185-290. ISSN 0026-9255. doi:10.1007/BF01708491.
- Zsigmondy, K. (1897-12-XX). «Über wurzellose Congruenzen in Bezug auf einen Primzahlmodul». Monatshefte für Mathematik und Physik (en alemán) 8 (1): 1-42. ISSN 0026-9255. doi:10.1007/BF01696261.